# 현금과부족계정
현금과부족계정(現金過不足計定)은 알 수 없는 이유로 장부상의 현금 잔액과 실제 현금 잔액이 맞지 않는 경우에 설정하는 임시 계정으로서, 장부상 현금잔액을 실제 보유금액으로 일치시키고, 재무제표에는 표시되지 않는다. 설정 후 원인이 밝혀지면 해당 계정으로 대체를 하고, 결산시까지 원인을 알 수 없을 경우 당기손익(잡손실 또는 잡이익)으로 대체하여 소멸시킨다. 실제 현금 잔액이 부족할 경우 차변에 잔액이 남고 반대로 실제 현금 잔액이 더 많을 경우 대변에 잔액이 남는다. 
현금은 위험이 높은 자산이므로 현금의 실제 보유 금액과 현금 장부상 잔액이 일치하는지의 여부를 수시로 점검할 필요가 있다. 만약에 현금을 보유하는 업무와 현금의 장부기록 업무를 한 직원이 수행한다면 현금 횡령의 위험이 높다. 왜냐하면 현금을 개인적으로 사용하면서 이를 장부에 기록하지 않거나, 거래처로부터 현금을 수령하더라도 이를 장부에 기록하지 않고 개인적으로 사용할 수 있기 대문이다. 또한 현금을 보유하는 업무와 현금의 장부기록 업무를 담당하는 직원이 분리되어 있더라도 이들이 함께 공모하여 현금을 개인적으로 사용하고 이를 회계장부에 기록하지 않을 수 있다. 따라서 현금의 보유 및 기록업무에 관여하지 않는 직원이 불시에 보유 현금을 실사하고, 이를 장부상 잔액과 맞추어보는 내부통제 절차가 필요하다.

## 예제
다음은 현금 부족이 발생한 경우의 예이다.
1. 현금 잔액이 실제 장부상의 잔액보다 ₩65,000 더 적은 사실을 발견하였는데, 그 중 ₩5,000은 신문 구독료의 현금 지급을 회계처리하지 않은 것으로 밝혀졌다.
2. 지난 달 광고선전비 ₩45,000을 현금으로 지급한 후 이를 회계처리하지 않은 사실을 밝혀 냈다.
3. 나머지 현금 부족액의 원인은 결산 후에도 알 수 없었다.

이를 분개해 보면 다음과 같다.
|   | 차변        | 차변   | 대변       | 대변   |
| - | ----------- | ------ | ---------- | ------ |
| 1 | 현금과부족  | 60,000 | 현금       | 65,000 |
| 1 | 도서인쇄비a | 5,000  | 현금       | 65,000 |
| 2 | 광고선전비  | 45,000 | 현금과부족 | 45,000 |
| 3 | 잡손실      | 15,000 | 현금과부족 | 15,000 |

- a 신문구독료는 잡비 계정으로 처리하는 경우도 있다.

다음은 이와 반대로 실제 현금이 더 많을 경우이다.
1. 현금 잔액이 실제 장부상의 잔액보다 ₩80,000 더 많은 사실을 발견하였다.
2. 지난 번 업무용 차량의 유류대금 ₩55,000을 현금 지급한 것을 ₩85,000으로 잘못 기재한 사실을 알아냈다.
3. 나머지 현금 과잉액의 원인은 결산 후에도 알 수 없었고, 결산 과정에서 알 수 없는 이유로 인한 ₩20,000의 현금 과잉을 추가로 발견하였다.

이를 분개해 보면 다음과 같다.
|   | 차변       | 차변   | 대변        | 대변   |
| - | ---------- | ------ | ----------- | ------ |
| 1 | 현금       | 80,000 | 현금과부족  | 80,000 |
| 2 | 현금과부족 | 30,000 | 차량유지비a | 30,000 |
| 3 | 현금과부족 | 50,000 | 잡이익b     | 70,000 |
| 3 | 현금       | 20,000 | 잡이익b     | 70,000 |

- a 비용 과다계상으로 인하여 일부 차감되는 상황이므로 대변에 들어간다.
- b 아래 참고사항을 참조바람.

## 참고사항
- 결산 과정에서 현금 과부족이 발생한 경우는 그대로 잡손실 또는 잡이익으로 처리한다.